# Chilomeniscus savagei
Espèce
Statut de conservation UICN

 LC  : Préoccupation mineure
Chilomeniscus savagei  est une espèce de serpents de la famille des Colubridae.

## Répartition
Cette espèce est endémique de l'État de Basse-Californie au Mexique.

## Description
Dans sa description Cliff fait état d'un spécimen, une femelle, mesurant 268 mm dont 34 mm pour la queue.

## Étymologie
Son nom d'espèce lui a été donné en l'honneur de Jay Mathers Savage qui a collecté le spécimen décrit.

## Publication originale
- Cliff, 1954 : Snakes of the islands in the Gulf of California, Mexico. Transactions of the San Diego Society of Natural History, vol. 12, n. 5, p. 67-98 (texte intégral).